# Verfassung des Landes Mecklenburg-Vorpommern
Die Verfassung des Landes Mecklenburg-Vorpommern trat am 15. November 1994 mit dem Zusammentritt des zweiten Landtages Mecklenburg-Vorpommerns endgültig in Kraft.
Sie wurde von einer Verfassungskommission zwischen dem 31. Januar 1991 und dem 30. April 1993 ausgearbeitet; der Entwurf wurde dem ersten Landtag vorgelegt und von ihm ohne Veränderungen am 14. Mai 1993 mit Zwei-Drittel-Mehrheit bestätigt. Am 23. Mai 1993 trat die Verfassung vorläufig in Kraft. Am 12. Juni 1994 wurde der nach Art. 80 notwendige Volksentscheid zur Bestätigung der Verfassung durchgeführt. Sie wurde mit 60,1 % der abgegebenen, gültigen Stimmen angenommen. Die Verfassung wurde bisher viermal geändert, zuletzt im Juni 2011.

## Gliederung und Aufbau
Die Verfassung des Landes Mecklenburg-Vorpommern gliedert sich in vier Abschnitte: Grundlagen, Staatsorganisation, Staatsfunktionen und Schlussbestimmungen.

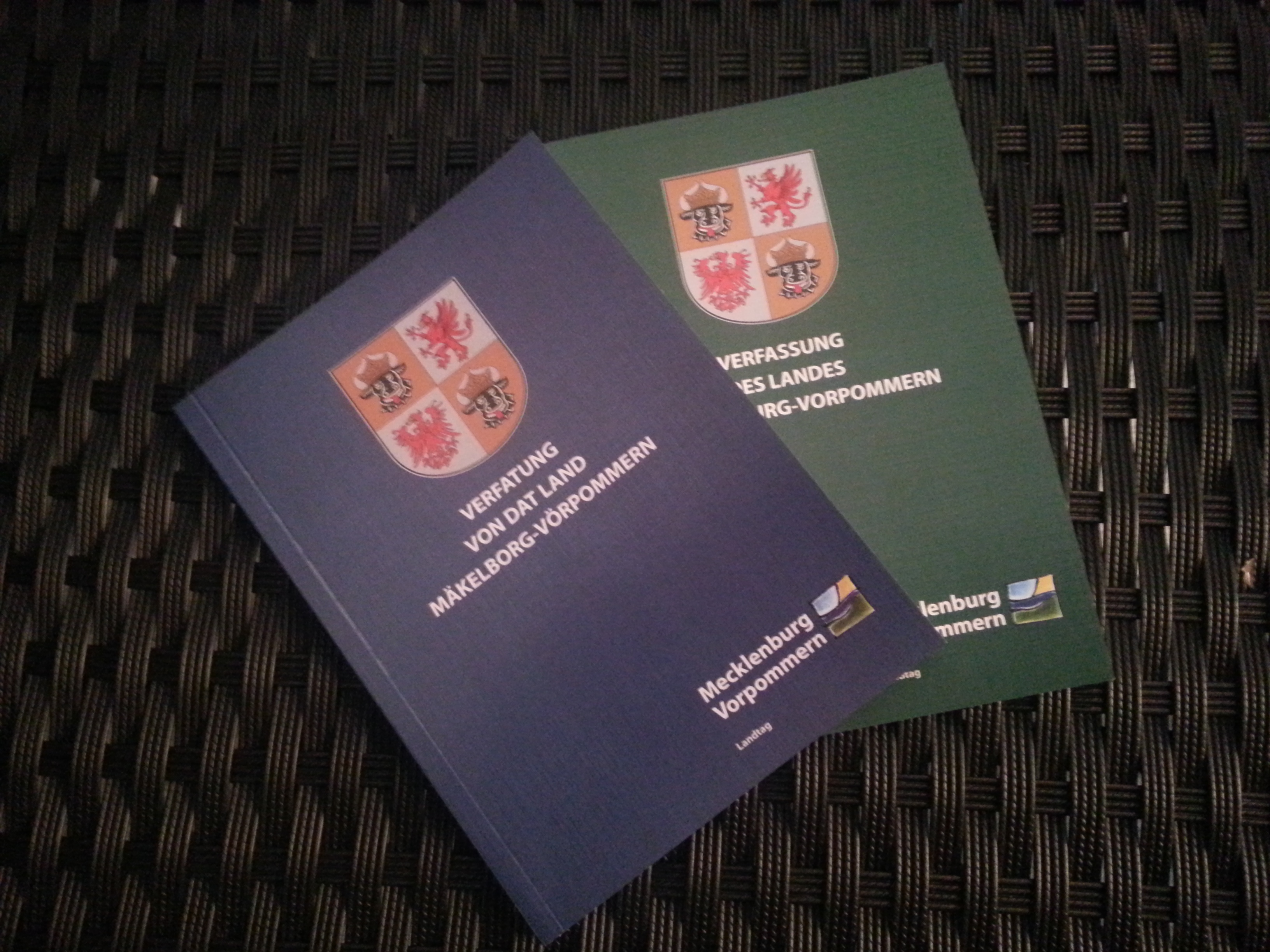
Verfassung des Landes Mecklenburg-Vorpommern in der plattdeutschen und deutschen Ausgabe

### Grundlagen
Der Abschnitt über die Grundlagen beinhaltet die Staatsform, die Grundrechte und die Staatsziele. Mecklenburg-Vorpommern ist danach ein republikanischer, demokratischer, sozialer und dem Schutz der natürlichen Lebensgrundlagen verpflichteter Rechtsstaat. Durch Art. 5 Abs. 3 werden die Grundrechte und die staatsbürgerlichen Rechte des Grundgesetzes für die Bundesrepublik Deutschland dynamisch eingebunden, indem sie pauschal für unmittelbar geltendes Recht erklärt werden. In den folgenden Artikeln werden bestimmte Grundrechte, die schon durch den Verweis auf das Grundgesetz Bestandteil sind, noch einmal besonders hervorgehoben. Das betrifft den Datenschutz und die Informationsrechte, die Kunst- und Wissenschaftsfreiheit, die Chancengleichheit im Bildungswesen, die Kirchen und Religionsgesellschaften und das Petitionsrecht. Als Staatsziele sind u. a. formuliert das Bemühen um den Umweltschutz und den Schutz von Minderheiten.

### Staatsorganisation
Im Abschnitt über die Staatsorganisation werden Landtag, Landesregierung und Landesverfassungsgericht beschrieben. Der Landtag besteht nach Art. 20 aus mindestens 71 Abgeordneten, die in freier, gleicher, unmittelbarer, geheimer und allgemeiner Wahl gewählt wurden. Er wird auf fünf Jahre gewählt. Er wählt in geheimer Abstimmung einen Ministerpräsidenten mit der Mehrheit seiner Mitglieder. Der Ministerpräsident bildet zusammen mit den von ihm benannten Ministern die Landesregierung, die an der Spitze der vollziehenden Gewalt steht. Diesen beiden Verfassungsorganen, Landtag und Landesregierung, gegenüber völlig unabhängig ist das Landesverfassungsgericht. Es besteht aus dem Präsidenten und sechs weiteren Mitgliedern, wobei der Präsident und mindestens drei der Mitglieder die Befähigung zum Richteramt haben müssen. Jedes Mitglied des Landesverfassungsgerichts hat einen Stellvertreter. Das Landesverfassungsgericht entscheidet u. a. über Verfassungsbeschwerden.

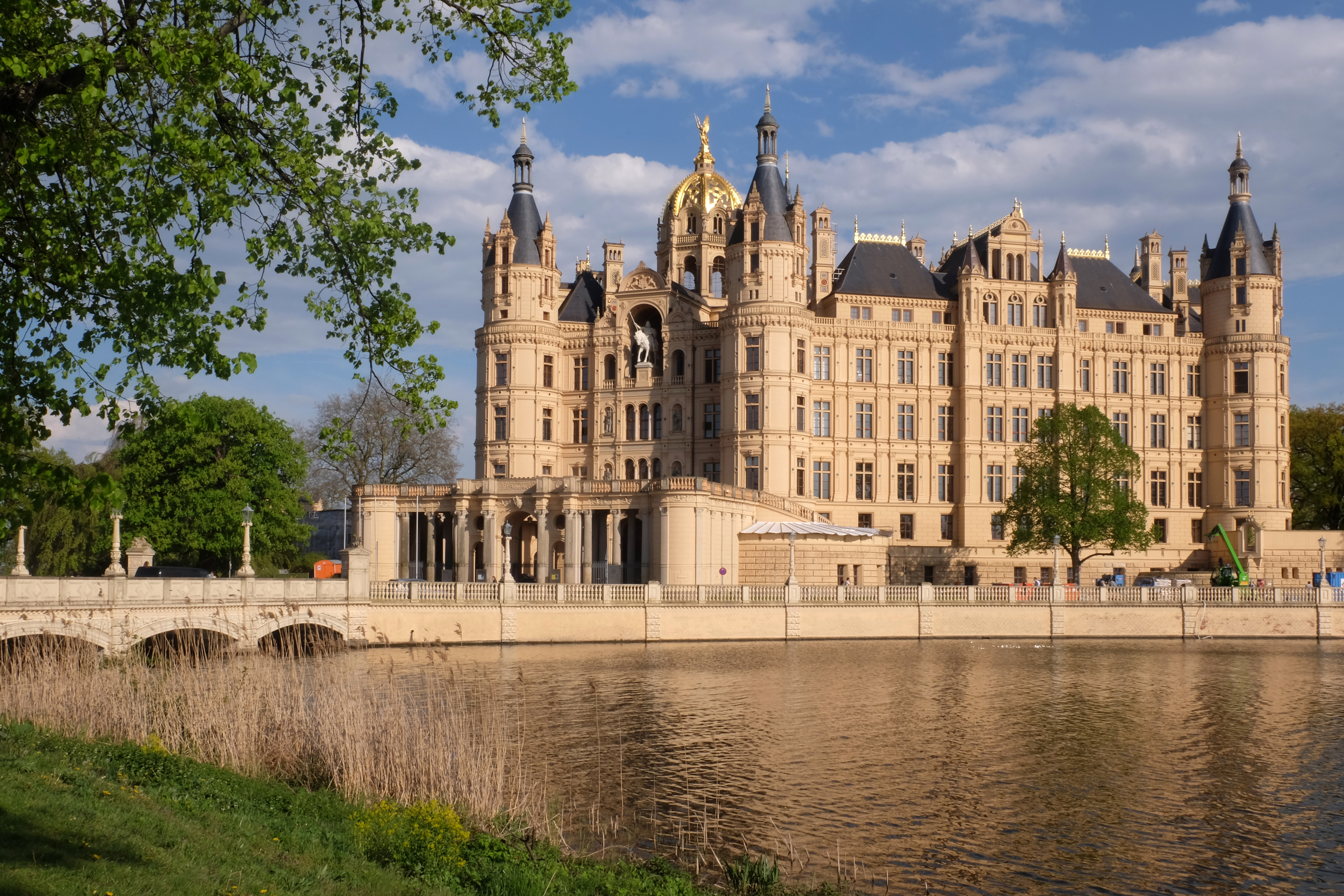
Schweriner Schloss, verfassungsmäßiger Sitz des Landtages
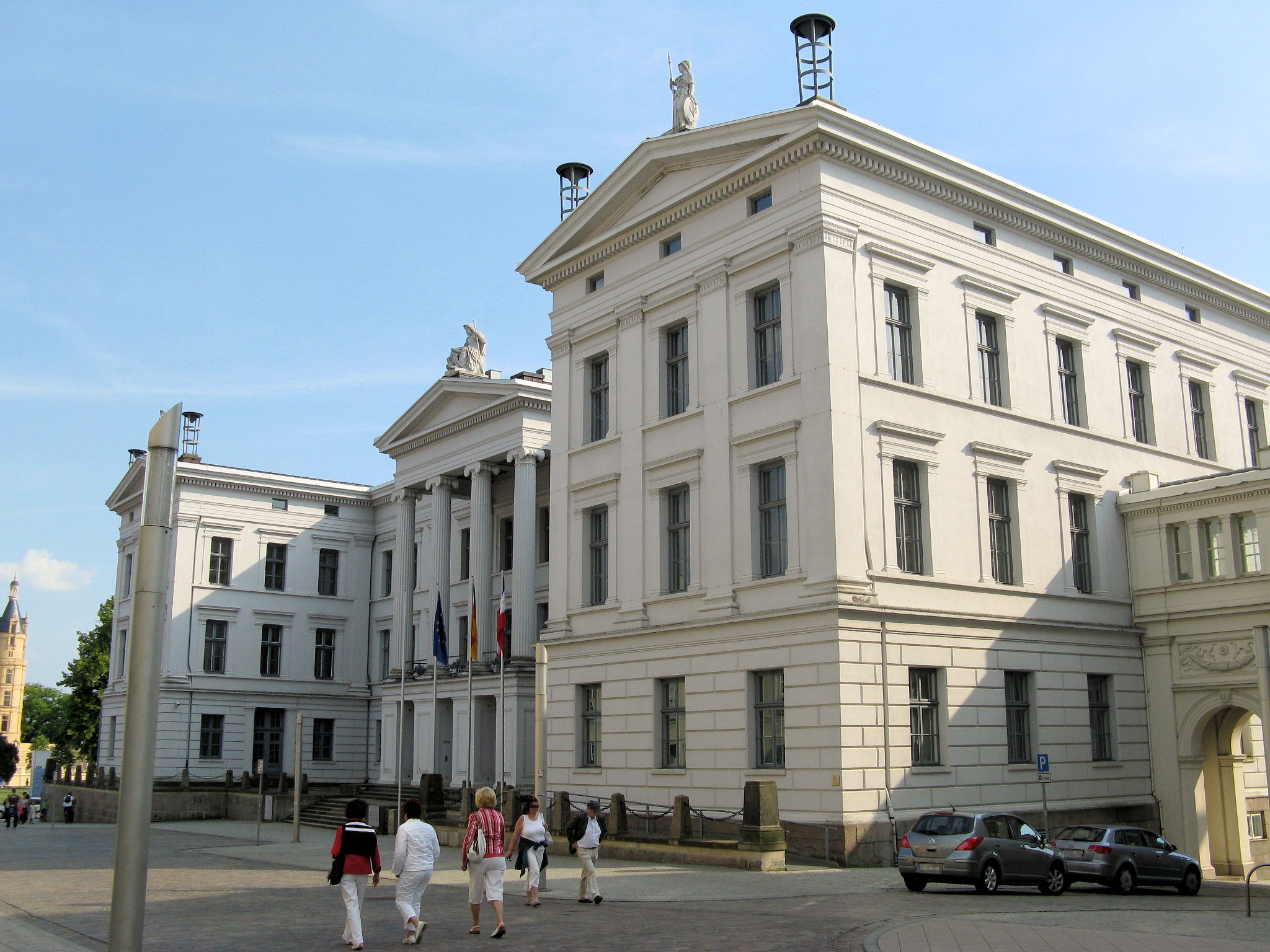
Staatskanzlei, Amtssitz des Ministerpräsidenten
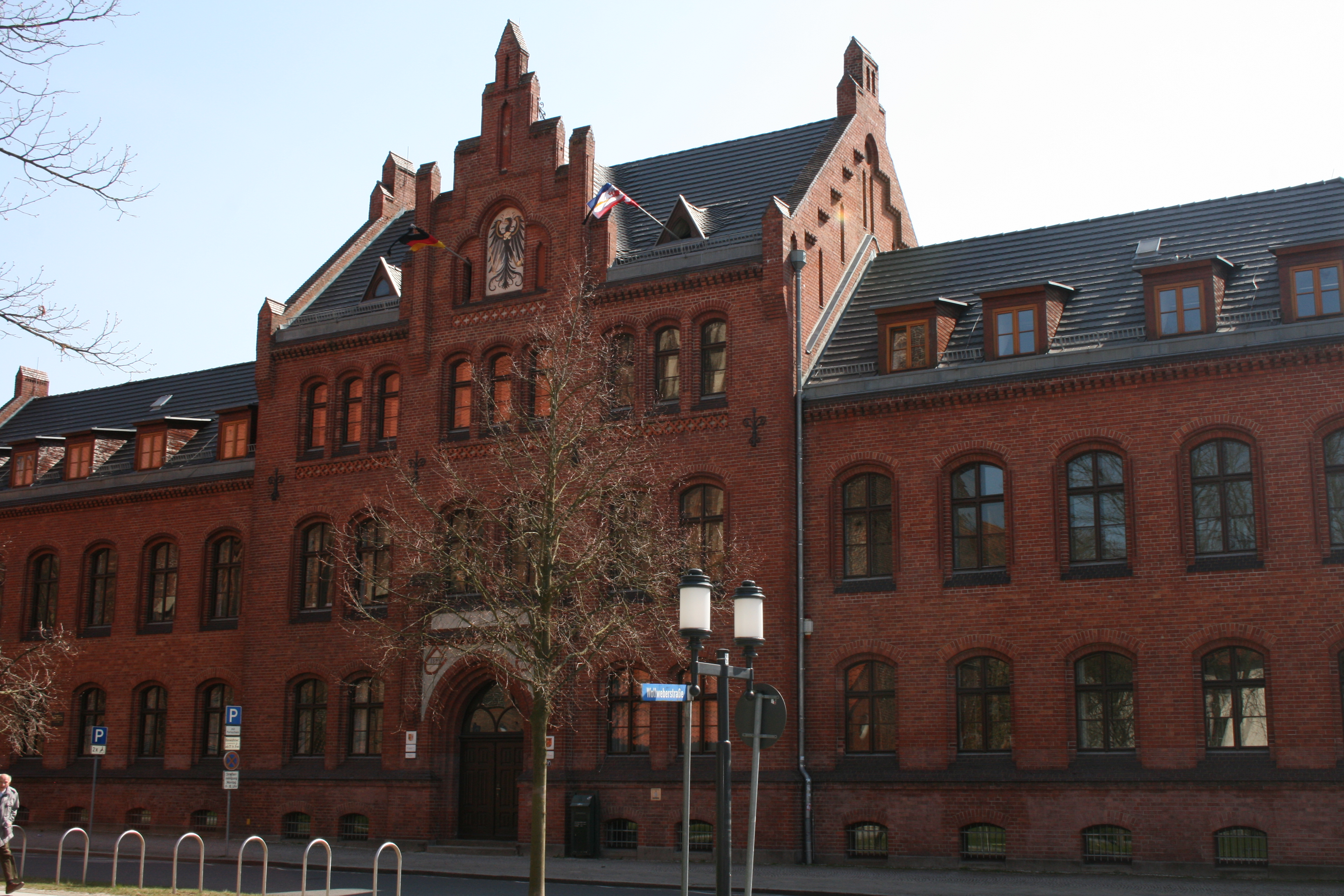
Gerichtsgebäude in Greifswald, Sitz des Landesverfassungsgerichts

### Staatsfunktionen
Der Abschnitt über die Staatsfunktionen beginnt mit Bestimmungen zur Rechtsetzung und Verfassungsänderungen. Gesetzesinitiativen können von der Landesregierung, aus der Mitte des Landtages und vom Volk eingebracht werden. Artt. 59 und 60 Verf M-V ermöglichen Volksinitiativen, Volksbegehren und Volksentscheide. Dabei bilden allerdings Haushalts-, Abgaben- und Besoldungsgesetze unzulässige Gegenstände für Volksinitiativen, -begehren und -entscheide. Danach folgen in den Artt. 61 bis 68 Verf M-V Bestimmungen zum Haushalt und zur Rechnungsprüfung, gefolgt von Bestimmungen zur Landes- und Selbstverwaltung. Darin wird die schon durch Art. 28 Abs. 2 GG garantierte Selbstverwaltung der Gemeinden etwas näher konkretisiert. Außerdem wird es gestattet, Landschaftsverbände zur Pflege und Förderung insbesondere geschichtlicher, kultureller und landschaftlicher Besonderheiten der Landesteile Mecklenburg und Vorpommern mit dem Recht auf Selbstverwaltung zu errichten. In den folgenden beiden Artikeln wird schließlich die Rechtsprechung geregelt: Sie wird im Namen des Volkes ausgeübt und ist unabhängig.

### Schlussbestimmungen
Im Abschnitt über die Schlussbestimmungen finden sich u. a. Bestimmungen zur Aushändigung des Verfassungstextes der Verfassung für das Land Mecklenburg-Vorpommern und des Grundgesetzes für die Bundesrepublik Deutschland an Schüler bei deren Entlassung aus der Schule und eine sprachliche Gleichstellung der Amts- und Funktionsbezeichnungen.

## Verfassungsänderungen
Verfassungsändernde Gesetze bedürfen einer Mehrheit von zwei Dritteln der Mitglieder des Landtages. Sie ist dabei durch Art. 56 Abs. 3 vor Änderungen geschützt, die der Menschenwürde oder den in Art. 2 niedergelegten Grundsätzen (republikanischer, demokratischer, sozialer und dem Schutz der natürlichen Lebensgrundlagen verpflichteter Rechtsstaat) widersprechen. Es ist ebenfalls möglich, die Verfassung durch einen Volksentscheid zu ändern. Dabei müssen mindestens zwei Drittel der Abstimmenden zustimmen, die mindestens die Hälfte der Wahlberechtigten darstellen müssen.
Bisher wurde die Verfassung viermal geändert:
- durch Gesetz vom 4. April 2000 (GVOBl. MV 2000, S. 158), wodurch Art. 72 Abs. 3 geändert wurde,
- durch Gesetz vom 14. Juli 2006 (GVOBl. MV 2006, S. 572), wodurch die Inhaltsübersicht, die Artt. 12, 14, 17, 27, 52, 60, 62 geändert und Art. 17a neu eingefügt wurden,
- durch Gesetz vom 3. Dezember 2007 (GVOBl. MV 2007, S. 371), wodurch die Inhaltsübersicht geändert und Art. 18a eingefügt wurden,
- durch Gesetz vom 30. Juni 2011 (GVOBl. M-V S. 375), wodurch Artikel 65 geändert und Artikel 79a neu eingefügt wurde (Schuldenbremse).